# Guns and Horses
Guns and Horses – trzeci singel z debiutanckiego albumu angielskiej wokalistki Ellie Goulding zatytułowanego Lights. Wyprodukowany przez Starsmith’a utwór został wydany w formie digital download 16 maja 2010, a fizycznie dzień później.
Teledysk do singla został nakręcony w marcu 2010 roku w Griffith Park w Los Angeles, a jego reżyserią zajął się Petro. Oficjalna premiera teledysku miała miejsce 12 kwietnia 2010 na portalu YouTube.

## Lista utworów
- UK CD single[3]

1. „Guns and Horses” (Radio Edit) – 3:34
2. „Guns and Horses” (Neo Tokyo Remix) – 5:05
3. „Guns and Horses” (Jezebel Remix) – 4:22

- UK iTunes EP[4]

1. „Guns and Horses” (Radio Edit) – 3:33
2. „Guns and Horses” (Neo Tokyo Remix) – 5:05
3. „Guns and Horses” (Jezebel Remix) – 4:20
4. „Guns and Horses” (Tonka Remix) – 5:27

- UK 7" limited edition picture disc

A. „Guns and Horses”
B. „Guns and Horses” (Neo Tokyo Remix)

## Notowania
| Lista (2010)     | Najwyższa pozycja |
| ---------------- | ----------------- |
| UK Singles Chart | 26                |